# أسماء عزايزة
أسماء عزايزة هي شاعرة فلسطينية ولدت عام 1985 في قرية دبورية في الجليل الأسفل. تعيش وتعمل في مدينة حيفا.

## مسيرتها المهنية
حاصلة على لقب البكالوريوس في الصحافة والأدب الإنجليزي من جامعة حيفا. تكتب المقالات في الثقافة لصحف وملاحق محلية وعربية من بينها مجلة فسحة الثقافية. عملت في قنوات إذاعيّة وتلفزيونيّة كمقدّمة برامج، وتعمل الآن كمديرة لمشروع من تأسيسها وهو «فناء الشعر». في الشعر، صدرت لها المجموعة الشعرية «ليوا» الحائزة على جائزة عبد المحسن القطان عام 2010. أصدرت بعده مجموعتين شعريّتين «كما ولدتني اللديّة» (الأهليّة/ 2015) و«لا تصدّقوني إن حدّثتكم عن الحرب» (المتوسط، 2019). نشرت أشعارها في أنطولوجيّا شعريّة لشعراء من فلسطين وألمانيا (الأهليّة، 2017). تشارك في أنطولوجيّات ومهرجانات شعريّة في العالم. وقد ترجم بعض من قصائدها إلى الإنجليزيّة والألمانيّة والفرنسيّة والفارسيّة والسويديّة والإسبانيْة والسلافيّة والتركيّة وغيرها.
عملت في جهات إعلامية عديدة من بينها القسم الإخباري في إذاعة الشمس، قسم التحرير في صحيفة المدينة في حيفا، تحرير النشرة الإخبارية والتقارير الشهرية في المؤسسة العربية لحقوق الإنسان.
مؤخرا كانت تعمل مديرة فنيّة لمتجر فتوش للكتب والفنون وجاليري فتّوش، قبل أن يتوقف المشروع

## جوائز
فازت أسماء عزايزة بجائزة القطان بمسابقة الكاتب الشاب في حقل الشعر للعام 2010.

## أعمالها الأدبية
- المجموعة الشعرية «ليوا» (2011، الأهلية) الحائزة على جائزة مؤسسة عبد المحسن القطان عام 2010.
- المجموعة الشعرية «كما ولدتني الدية»، (2015، الأهليّة).[3]
- المجموعة الشعرية «لا تصدّقوني إن حدّثتكم عن الحرب»، (2019، المتوسط).
- السيرة الذاتية والمذكرات «عام المتاحف الصغيرة»، (2024، دار روايات).[4]